# Caucho acrílico
El caucho acrílico es un tipo de goma de caucho sintético que contiene acrilonitrilo. Su nombre químico es alquil acrilato copolímero.
La propiedad principal de esta goma es su resistencia al aceite caliente y a la oxidación. Es conveniente para uso a temperaturas continuas de hasta 150 °C y en la exposición intermitente de hasta alrededor de 180 °C, sin embargo tiene poca resistencia al agua o a la humedad. No es adecuado para su uso por debajo de -10 °C y también tiene mala resistencia a los ácidos y las bases.
El caucho acrílico es ampliamente utilizado en las transmisiones de automoción y mangueras.
- Datos: Q5758887